# Christophe Boltanski
Christophe Boltanski (Boulogne-Billancourt, 10 luglio 1962) è uno scrittore e giornalista francese.

## Biografia
Figlio del sociologo Luc Boltanski e nipote dell'artista Christian Boltanski, è nato il 10 luglio 1962 a Boulogne-Billancourt.
Corrispondente per più di 10 anni per il quotidiano Libération prima a Gerusalemme e poi a Londra, nel 2007 è entrato nella redazione del settimanale Le Nouvel Observateur e collabora con il sito d'informazione Rue89.
Dopo aver scritto 4 opere di saggistica e ottenuto il Prix Bayeux-Calvados nel 2010, nel 2015 ha esordito nella narrativa con il romanzo autobiografico Il nascondiglio vincendo il Prix Femina lo stesso anno.

## Opere

### Romanzi
- Il nascondiglio[7] (La Cache, 2015), Palermo, Sellerio, 2017 traduzione di Marina Di Leo ISBN 978-88-389-3606-7.

### Saggi
- Les Sept Vies de Yasser Arafat (1997)
- Bethléem: 2000 ans de passion (2000)
- Chirac d'Arabie (Les Mirages d'une politique française) (2006)
- Minerais de sang: Les esclaves du monde moderne (2014)

## Premi e riconoscimenti
- Bayeux-Calvados Awards for war correspondents: 2010 per il reportage Les Mineurs de l'enfer
- Prix Femina: 2015 per Il nascondiglio